# Patronato de Protección a la Mujer
El Patronato de Protección a la Mujer, originalmente Patronato Real para la Represión de la Trata de Blancas, fue una institución pública activa entre 1902 y 1985, y dependiente del Ministerio de Justicia.
En origen, fue un organismo bajo la protección de la Corona y presidido por la reina María Cristina de Habsburgo-Lorena que tenía como objetivo organizar la lucha contra la trata de personas, principalmente de mujeres, pero la institución fue modificada sustancialmente durante la dictadura de Francisco Franco, por lo menos sobre el papel, intentando centrarse en el control y eliminación del ejercicio de la prostitución clandestina de menores de edad; aunque en realidad se centró en el internamiento de adolescentes que no comulgaran con la moral del régimen y fue un elemento destacado de la represión franquista contra las mujeres y de control de la sexualidad, si bien se mantuvo activo hasta el final de la Transición.
Durante el periodo franquista, esta institución disponía de centros de internamiento de carácter cerrado y regentado generalmente por órdenes religiosas que podían encerrar a quienes se encontraban «caídas o en riesgo de caer», es decir, disidentes del estereotipo de mujer nacionalcatólica, como fueron niñas rebeldes, con problemas de salud mental o lesbianas. Las jóvenes podían ingresar en estos centros llevadas allí por redadas de la policía en prostíbulos, por «conducta inmoral», denuncias de familiares y particulares, a petición de las autoridades civiles y religiosas colaboradoras o a solicitud de la propia interesada o sus padres.
El patronato se estructuraba en una Junta Nacional cuya presidenta de honor era la esposa de Franco, Carmen Polo, y en cincuenta Juntas Provinciales.El vicepresidente de la Junta de Pontevedra fue varios años Cándido Conde-Pumpido Ferreiro, hasta su traslado a Madrid en 1974.

## Historia

### Origen
En 1902, un Real Decreto de 11 de julio creó en el Ministerio de Justicia el «Patronato Real para la Represión de la Trata de Blancas», entidad abolicionista de la prostitución que fue después reformado en 1904 y 1909. Con la llegada de la Segunda República española se reorganizó en 1931 con el nombre de «Patronato de Protección a la Mujer», de carácter laico y con fines de empoderamiento femenino, que fue disuelto en 1935, encomendando sus facultades al Consejo Superior de Protección de Menores.

### Dictadura
Instalada la dictadura franquista tras la victoria del bando sublevado en la guerra civil española, por Decreto de 6 de noviembre de 1941, se volvió a crear el Patronato de Protección a la Mujer, siendo su presidenta de honor Carmen Polo. Según este artículo, la finalidad del Patronato era la dignificación moral de la mujer, especialmente de las jóvenes, para impedir su explotación, apartarlas del vicio y educarlas con arreglo a las enseñanzas de la religión católica.Sin embargo, dicha educación era en realidad mínima o inexistente. Sus funciones se aplicaron en dos líneas fundamentales: el intervencionismo estatal en la intimidad y la persecución y reeducación de la mujer desviada.
Tenía la facultad de adoptar medidas protectoras y tutelares, denunciar los hechos delictivos y proponer las reformas legislativas que estimara necesarias. Para ello se estableció que en cada capital de provincia hubiera una Junta de Protección a la Mujer y fueran creadas en otras ciudades.
El Patronato se encargaba de la protección de las menores de 16 a 21 años, o hasta 25 en casos especiales. Las jóvenes podían pasar a la tutela del Patronato por varios cauces: Tribunales, particulares u otras autoridades. En caso de prostitución solían ser recluidas por mandato judicial; en otros casos eran recogidas de las calles por la Policía por estar huidas de casa o encontrarse en establecimientos de dudosa moralidad. También podían ser internadas por sus padres o podían ingresar por su propia voluntad, pasando el Patronato a suplir las funciones de la familia.
En los centros la correspondencia estaba censurada, no existía libertad para realizar llamadas telefónicas ni salir a la calle, las internas tampoco podían hablar con compañeras de otros pabellones. Estaban sometidas a un adoctrinamiento religioso severo con cuartos de aislamiento y celdas de castigo.
Las internas lesbianas fueron a menudo  trasladadas al psiquiátrico de Ciempozuelos o al de Arévalo (Ávila). En las llamadas «maternidades» del Patronato, destacó la Maternidad de Nuestra Señora de la Almudena en el barrio de Peñagrande de Madrid, en funcionamiento entre 1955 y 1984.

### Fin del Patronato
En septiembre de 1983, la adolescente de 15 años Inmaculada Valderrama falleció presuntamente al intentar escapar del reformatorio de San Fernando de Henares en Madrid. Lo intentó descolgándose con unas sábanas atadas a través de una ventana de uno de los centros del Patronato dirigido por las Cruzadas Evangélicas. Tras el hecho, el presidente del Consejo Superior de Menores, Enrique Miret, visitó el lugar y emitió un informe sobre las malas condiciones de las adolescentes recluidas. A partir de entonces, las competencias en materia de protección a la mujer fueron transfiriéndose a las comunidades autónomas. El Patronato desapareció definitivamente en 1984.

## Memoria
Fue la escritora Consuelo García del Cid Guerra quien sacó a la luz la historia de abusos, torturas, robo de bebés y violaciones de los derechos humanos cometidos por el Patronato de Protección a la Mujer con su ensayo publicado en 2012 Las desterradas hijas de Eva. La autora pasó por reformatorios franquistas dependientes del Patronato. En mayo de 2023, la escritora, en representación del movimiento Justicia para las Represaliadas del Patronato, conferenció en el Parlament de Catalunya sobre el Patronato, solicitando una comisión específica de investigación al respecto y el perdón público de las congregaciones religiosas que operaban los centros de la institución.
La doctora en historia contemporánea Carmen Guillén Lorente realizó su tesis doctoral El Patronato de Protección a la Mujer: prostitución, moralidad e intervención estatal durante el franquismo (2018), y continúa dando a conocer esta institución y la represión que sufrieron las mujeres durante el franquismo.
En 2024 se estrenó el corto documental Els buits, que ganó el premio al mejor cortometraje documental en el Festival de Málaga.
El 9 de junio de 2025, la Confederación de agrupaciones religiosas que estuvieron a cargo de los centros del Patronato de Protección de la Mujer pidió disculpas públicas a las supervivientes del Patronato de Protección a la Mujer por los abusos sufridos en sus centros.

### Novelizada
- Montse Alabarta Gomis (2023): Margaritas Blancas: Mujeres Invisibles. Letra Minúscula Ed. ISBN 978-84-197051-1-2